# Escuts i banderes del Pallars Sobirà

Escut oficial del Pallars Sobirà

Els escuts i banderes del Pallars Sobirà són el conjunt d'escuts i banderes oficials dels municipis d'aquesta comarca.
En aquest article s'hi inclouen els escuts i les banderes oficialitzats per la Generalitat des del 1981, concretament per la Conselleria de Governació, que n'ostenta la competència.
D'un temps, els Consells Comarcals sembla que van unificant criteris al voltant dels respectius escuts comarcals. En aquest sentit trobem com a oficializat aquest emblema representatiu de tota la comarca del Pallars Sobirà.
La comarca ha agafat com a símbol les tres palles d'or sobre camper de gules de les armes parlants dels comtes de Pallars Sobirà. La bordura representa els quatre pals de l'escut de Catalunya.
El darrer municipi de la comarca que ha incorporat escut oficial és Espot.

## Escuts oficials

Alins Aprovat l'11 d'octubre de 1995.[1]
Alt Àneu Aprovat el 14 de desembre de 1989.[2]
EMD de Baiasca Aprovat el 6 de juliol de 2017.[3]
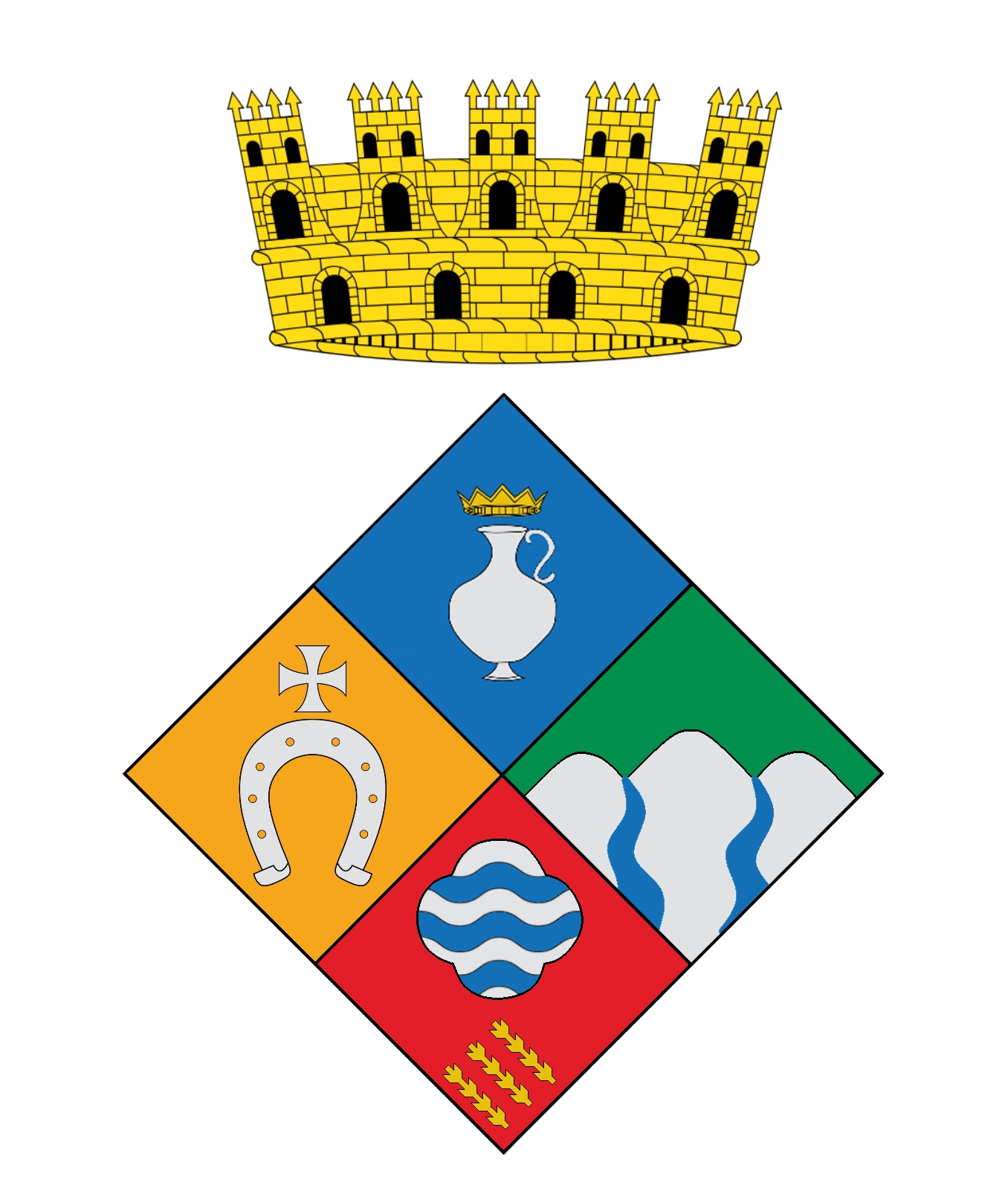
Baix Pallars Publicat al DOGC el 7 de juliol de 2022.
Espot Aprovat el 12 d'agost de 2024.[5]
Esterri d'Àneu Aprovat el 21 de febrer de 1987.[6]
Esterri de Cardós Aprovat el 22 de setembre de 2020.[7]
Farrera Aprovat el 28 d’abril de 2022.[8]
la Guingueta d'Àneu Aprovat el 7 de febrer de 1989.[9]
EMD d'Isil i Alós Publicat al DOGC el 28 de gener de 2005.[10]
Lladorre Aprovat el 31 de març de 1989.[11]
Llavorsí Aprovat el 10 de setembre de 2001.[12]
Rialp Aprovat el 23 d'abril del 2001.[13]
EMD de Sellui Publicat al DOGC el 12 de maig de 2022.[14]
Soriguera Publicat al DOGC el 29 de juliol de 1992.[15]
EMD de Sorpe Publicat al DOGC el 22 de febrer de 2005.[16]
Sort Publicat al DOGC el 16 de febrer de 2006.[17]
Tírvia Modificat el 7 de juny de 2024.[18]
EMD de Tornafort Publicat al DOGC el 9 de novembre de 2006.[19]
Vall de Cardós Aprovat el 29 de gener de 1987.[20]

## Banderes oficials

Alt Àneu Publicada al DOGC el 6 de setembre de 1995.[21]
Baix Pallars Publicada al DOGC el 18 d'abril de 2023.[22]
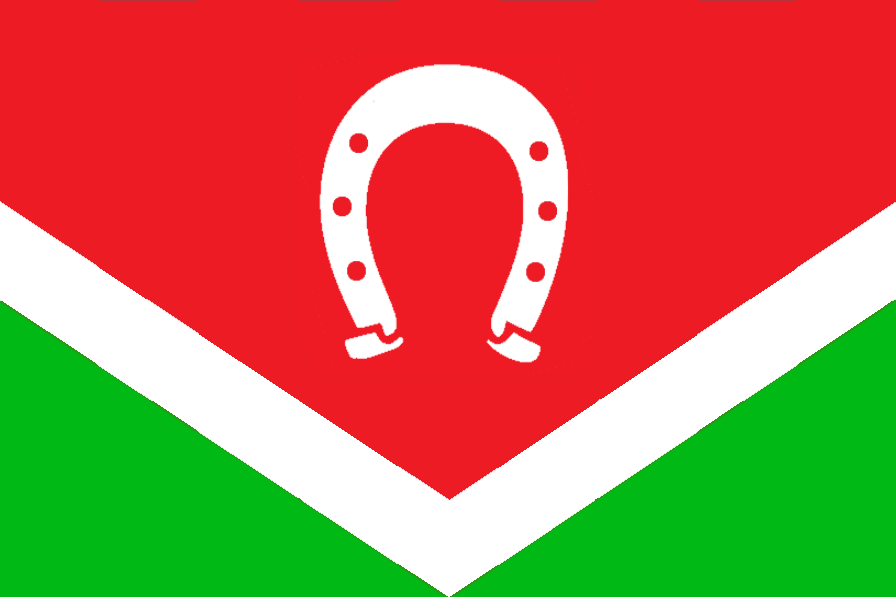
Farrera Publicada al DOGC el 18 d'abril de 2023.
Llavorsí Publicada al DOGC el 14 de desembre de 2006.[24]
Rialp Publicada al DOGC el 9 de maig de 2003.[25]
Soriguera Publicada al DOGC el 21 de juliol de 1995.[26]
Tírvia Aprovada el 12 d'agost de 2024.[27]
Vall de Cardós Publicada en el DOGC el 10 d'octubre de 2002.[28]